# Lilla Botjärnen
Lilla Botjärnen är en sjö i Hällefors kommun i Västmanland och ingår i Norrströms huvudavrinningsområde. Sjöns area är 0,013 kvadratkilometer och den är belägen 200 meter över havet.